# Ƴ
Ƴ, ƴ（Y-hook）是1982年版非洲参考字母之一，由 Y 加上一个勾之後组成，用来书写非洲语言，包括富拉语（Fula 或 Fulafulde）、豪萨语、Dagera 语、Karaŋ 语和 Sereer语，用來代表顎音化喉塞音（/ʔʲ/）.
ƴ 也是非洲参考字母之一。